# روبن آکوستا
روبن آکوستا (اسپانیایی: Rubén Acosta‎؛ زادهٔ ۲۲ مارس ۱۹۶۸) بازیکن فوتبال اهل اروگوئه است.

## باشگاهی
از باشگاه‌هایی که در آن بازی کرده‌است می‌توان به باشگاه فوتبال ناسیونال اروگوئه اشاره کرد.